# جزيرة ساليرا
جزيرة ساليرا وهي جزيرة من جزر إندونيسيا، وتقع في إقليم بنتن، ضمن أرخبيل جاوة.